# Pandora kondoiensis
Pandora kondoiensis är en svampart som först beskrevs av Milner, och fick sitt nu gällande namn av Humber 1989. Pandora kondoiensis ingår i släktet Pandora och familjen Entomophthoraceae.   Inga underarter finns listade i Catalogue of Life.